# Triebischtal
Triebischtal là một đô thị thuộc huyện Meißen, bang Sachsen, Đức. Đô thị Triebischtal có diện tích 49,9 km², dân số thời điểm ngày 31 tháng 12 năm 2006 là 4586 người.